# اسلی د اسپایر
اسلی د اسپایر یا مناره را بکش (به انگلیسی: Slay the Spire) یک بازی ویدئویی در سبک روگلایک عرشه سازی است که توسط استودیوی آمریکایی مگا کریت توسعه یافته و توسط هامبل باندل منتشر شده‌است. این بازی برای اولین بار در اواخر سال ۲۰۱۷ برای مایکروسافت ویندوز، مک‌اواس و لینوکس در دسترسی زودهنگام قرار گرفت و در ژانویه ۲۰۱۹ منتشر شد. این بازی برای پلی‌استیشن ۴ در ماه مه ۲۰۱۹، برای نینتندو سوئیچ در ژوئن ۲۰۱۹ و برای ایکس‌باکس وان در اوت ۲۰۱۹ منتشر شد. نسخه آی‌اواس در ژوئن ۲۰۲۰ و نسخه اندروید در فوریه ۲۰۲۱ منتشر شد.
در اسلی د اسپایر، بازیکن از طریق یکی از چهار شخصیت، تلاش می‌کند تا از مناره‌ای (نقشه ای) از طبقات متعدد بالا برود، که از طریق ساخت مرحله به مرحله ایجاد شده و با دشمنان و باس‌ها مبارزه می‌کند. مبارزه از طریق یک سیستم مبتنی بر بازی با ورق کلکسیونی انجام می‌شود، بازیکن با کارت‌های جدیدی که عنوان پاداش از مبارزات و ابزارهای دیگر به دست می‌آورد، یک کلکسیونی می‌سازد که باید با استفاده از آنها به نبرد با دشمنانش برود.
بازی اسلی د اسپایر با استقبال بسیار خوبی از طرف بازیکنان رو به رو شده‌است. به‌طوری‌که در سال ۲۰۱۹ نامزد چندین جایزه شد. همچنین این بازی پایه و اساس بسیار بازی‌های دیگر در سبک روگ‌لایک است.